# بانگ‌مرغ‌های کبود
بانگ‌مرغ‌های کبود (نام علمی: Cyanolanius) یک سرده از پرندگان است که در تیرهٔ باانگ‌مرغان (Vangidae) جای دارد.
- بانگ‌مرغ آبی ماداگاسکاری، Cyanolanius madagascarinus
- بانگ‌مرغ آبی کومور، Cyanolanius comorensis